# Gaffel (schack)
En gaffel (vardagligt: dubbelhot) i schack är när en spelpjäs lyckas hota två (eller flera) av motståndarens spelpjäser samtidigt. Ofta leder detta till vinst av en spelpjäs. Springaren är den spelpjäs som oftast används för att göra en gaffel eftersom den kan hoppa över pjäser samt har ett mindre tydligt rörelsemönster.
Gaffeln brukar räknas som en av de vanligaste taktikerna i schack. Inom svensk nybörjarschack används ofta samlingsnamnet "GABIÖ" (Gaffel, Avdragare, Bindning, Instängning och Överlastning). GABIÖ står för de fem standardtaktikerna i schack.
|   | a                                                   | b                                                   | c                                                   | d                                                   | e                                                   | f                                                   | g                                                   | h                                                   |   |
| 8 | d5 vit drottning · f5 vit torn · e3 svart springare | d5 vit drottning · f5 vit torn · e3 svart springare | d5 vit drottning · f5 vit torn · e3 svart springare | d5 vit drottning · f5 vit torn · e3 svart springare | d5 vit drottning · f5 vit torn · e3 svart springare | d5 vit drottning · f5 vit torn · e3 svart springare | d5 vit drottning · f5 vit torn · e3 svart springare | d5 vit drottning · f5 vit torn · e3 svart springare | 8 |
| 7 | d5 vit drottning · f5 vit torn · e3 svart springare | d5 vit drottning · f5 vit torn · e3 svart springare | d5 vit drottning · f5 vit torn · e3 svart springare | d5 vit drottning · f5 vit torn · e3 svart springare | d5 vit drottning · f5 vit torn · e3 svart springare | d5 vit drottning · f5 vit torn · e3 svart springare | d5 vit drottning · f5 vit torn · e3 svart springare | d5 vit drottning · f5 vit torn · e3 svart springare | 7 |
| 6 | d5 vit drottning · f5 vit torn · e3 svart springare | d5 vit drottning · f5 vit torn · e3 svart springare | d5 vit drottning · f5 vit torn · e3 svart springare | d5 vit drottning · f5 vit torn · e3 svart springare | d5 vit drottning · f5 vit torn · e3 svart springare | d5 vit drottning · f5 vit torn · e3 svart springare | d5 vit drottning · f5 vit torn · e3 svart springare | d5 vit drottning · f5 vit torn · e3 svart springare | 6 |
| 5 | d5 vit drottning · f5 vit torn · e3 svart springare | d5 vit drottning · f5 vit torn · e3 svart springare | d5 vit drottning · f5 vit torn · e3 svart springare | d5 vit drottning · f5 vit torn · e3 svart springare | d5 vit drottning · f5 vit torn · e3 svart springare | d5 vit drottning · f5 vit torn · e3 svart springare | d5 vit drottning · f5 vit torn · e3 svart springare | d5 vit drottning · f5 vit torn · e3 svart springare | 5 |
| 4 | d5 vit drottning · f5 vit torn · e3 svart springare | d5 vit drottning · f5 vit torn · e3 svart springare | d5 vit drottning · f5 vit torn · e3 svart springare | d5 vit drottning · f5 vit torn · e3 svart springare | d5 vit drottning · f5 vit torn · e3 svart springare | d5 vit drottning · f5 vit torn · e3 svart springare | d5 vit drottning · f5 vit torn · e3 svart springare | d5 vit drottning · f5 vit torn · e3 svart springare | 4 |
| 3 | d5 vit drottning · f5 vit torn · e3 svart springare | d5 vit drottning · f5 vit torn · e3 svart springare | d5 vit drottning · f5 vit torn · e3 svart springare | d5 vit drottning · f5 vit torn · e3 svart springare | d5 vit drottning · f5 vit torn · e3 svart springare | d5 vit drottning · f5 vit torn · e3 svart springare | d5 vit drottning · f5 vit torn · e3 svart springare | d5 vit drottning · f5 vit torn · e3 svart springare | 3 |
| 2 | d5 vit drottning · f5 vit torn · e3 svart springare | d5 vit drottning · f5 vit torn · e3 svart springare | d5 vit drottning · f5 vit torn · e3 svart springare | d5 vit drottning · f5 vit torn · e3 svart springare | d5 vit drottning · f5 vit torn · e3 svart springare | d5 vit drottning · f5 vit torn · e3 svart springare | d5 vit drottning · f5 vit torn · e3 svart springare | d5 vit drottning · f5 vit torn · e3 svart springare | 2 |
| 1 | d5 vit drottning · f5 vit torn · e3 svart springare | d5 vit drottning · f5 vit torn · e3 svart springare | d5 vit drottning · f5 vit torn · e3 svart springare | d5 vit drottning · f5 vit torn · e3 svart springare | d5 vit drottning · f5 vit torn · e3 svart springare | d5 vit drottning · f5 vit torn · e3 svart springare | d5 vit drottning · f5 vit torn · e3 svart springare | d5 vit drottning · f5 vit torn · e3 svart springare | 1 |
|   | a                                                   | b                                                   | c                                                   | d                                                   | e                                                   | f                                                   | g                                                   | h                                                   |   |

|   | a                                                 | b                                                 | c                                                 | d                                                 | e                                                 | f                                                 | g                                                 | h                                                 |   |
| 8 | b6 vit bonde · g5 vit springare · e3 svart löpare | b6 vit bonde · g5 vit springare · e3 svart löpare | b6 vit bonde · g5 vit springare · e3 svart löpare | b6 vit bonde · g5 vit springare · e3 svart löpare | b6 vit bonde · g5 vit springare · e3 svart löpare | b6 vit bonde · g5 vit springare · e3 svart löpare | b6 vit bonde · g5 vit springare · e3 svart löpare | b6 vit bonde · g5 vit springare · e3 svart löpare | 8 |
| 7 | b6 vit bonde · g5 vit springare · e3 svart löpare | b6 vit bonde · g5 vit springare · e3 svart löpare | b6 vit bonde · g5 vit springare · e3 svart löpare | b6 vit bonde · g5 vit springare · e3 svart löpare | b6 vit bonde · g5 vit springare · e3 svart löpare | b6 vit bonde · g5 vit springare · e3 svart löpare | b6 vit bonde · g5 vit springare · e3 svart löpare | b6 vit bonde · g5 vit springare · e3 svart löpare | 7 |
| 6 | b6 vit bonde · g5 vit springare · e3 svart löpare | b6 vit bonde · g5 vit springare · e3 svart löpare | b6 vit bonde · g5 vit springare · e3 svart löpare | b6 vit bonde · g5 vit springare · e3 svart löpare | b6 vit bonde · g5 vit springare · e3 svart löpare | b6 vit bonde · g5 vit springare · e3 svart löpare | b6 vit bonde · g5 vit springare · e3 svart löpare | b6 vit bonde · g5 vit springare · e3 svart löpare | 6 |
| 5 | b6 vit bonde · g5 vit springare · e3 svart löpare | b6 vit bonde · g5 vit springare · e3 svart löpare | b6 vit bonde · g5 vit springare · e3 svart löpare | b6 vit bonde · g5 vit springare · e3 svart löpare | b6 vit bonde · g5 vit springare · e3 svart löpare | b6 vit bonde · g5 vit springare · e3 svart löpare | b6 vit bonde · g5 vit springare · e3 svart löpare | b6 vit bonde · g5 vit springare · e3 svart löpare | 5 |
| 4 | b6 vit bonde · g5 vit springare · e3 svart löpare | b6 vit bonde · g5 vit springare · e3 svart löpare | b6 vit bonde · g5 vit springare · e3 svart löpare | b6 vit bonde · g5 vit springare · e3 svart löpare | b6 vit bonde · g5 vit springare · e3 svart löpare | b6 vit bonde · g5 vit springare · e3 svart löpare | b6 vit bonde · g5 vit springare · e3 svart löpare | b6 vit bonde · g5 vit springare · e3 svart löpare | 4 |
| 3 | b6 vit bonde · g5 vit springare · e3 svart löpare | b6 vit bonde · g5 vit springare · e3 svart löpare | b6 vit bonde · g5 vit springare · e3 svart löpare | b6 vit bonde · g5 vit springare · e3 svart löpare | b6 vit bonde · g5 vit springare · e3 svart löpare | b6 vit bonde · g5 vit springare · e3 svart löpare | b6 vit bonde · g5 vit springare · e3 svart löpare | b6 vit bonde · g5 vit springare · e3 svart löpare | 3 |
| 2 | b6 vit bonde · g5 vit springare · e3 svart löpare | b6 vit bonde · g5 vit springare · e3 svart löpare | b6 vit bonde · g5 vit springare · e3 svart löpare | b6 vit bonde · g5 vit springare · e3 svart löpare | b6 vit bonde · g5 vit springare · e3 svart löpare | b6 vit bonde · g5 vit springare · e3 svart löpare | b6 vit bonde · g5 vit springare · e3 svart löpare | b6 vit bonde · g5 vit springare · e3 svart löpare | 2 |
| 1 | b6 vit bonde · g5 vit springare · e3 svart löpare | b6 vit bonde · g5 vit springare · e3 svart löpare | b6 vit bonde · g5 vit springare · e3 svart löpare | b6 vit bonde · g5 vit springare · e3 svart löpare | b6 vit bonde · g5 vit springare · e3 svart löpare | b6 vit bonde · g5 vit springare · e3 svart löpare | b6 vit bonde · g5 vit springare · e3 svart löpare | b6 vit bonde · g5 vit springare · e3 svart löpare | 1 |
|   | a                                                 | b                                                 | c                                                 | d                                                 | e                                                 | f                                                 | g                                                 | h                                                 |   |